# Ravna Gora (Serbia)
Ravna Gora è una località della Serbia centrale, famosa per essere stata il centro dell'azione degli antifascisti, monarchici, serbi, dell'Esercito Jugoslavo in Patria, meglio conosciuti come Cetnici, guidati dal generale serbo Dragoljub Mihajlovic. Attualmente è sede del "Ravnogorski Pokret" che si riunisce ogni 15 maggio in memoria delle lotte nella II Guerra Mondiale.

## Società

### Evoluzione demografica
| Anno | Abitanti |
| ---- | -------- |
| 1948 | 434      |
| 1953 | 320      |
| 1961 | 312      |
| 1971 | 178      |
| 1981 | 318      |
| 1991 | 121      |
| 2002 | 105      |

Grafico sul cambiamento del numero di abitanti: